# Бакиров, Мирах Самикович
Мирах Самикович Баки́ров или Мират Самикович Бакиров (1931 — 2007) — работник химической промышленности. Директор Уфимского химического завода.

## Биография
Родился 1 мая 1931 года в деревне Ибраево (ныне Кугарчинский район, Республика Башкортостан) в крестьянской семье. Башкир. В 1954 году окончил Одесский политехнический институт (1954), инженер-химик технолог.
С 1954 года работал на Уфимском химическом заводе: трудовую деятельность начал мастером цеха. Затем работал начальником установки, начальником строящегося комплекса цехов 2,4-Д, цеха монохлоруксусной кислоты, отдела технического надзора. В июле 1961 года назначен главным инженером, в апреле 1970 года — директором химзавода. Руководил работами по наращиванию мощностей, улучшению технико-экономических показателей завода.
На всех участках работы зарекомендовал себя как высококвалифицированный специалист, энергичный организатор производства. При его участии на заводе проводилась большая работа по дальнейшему наращиванию мощностей, достижению лучших технико-экономических показателей и повышению культуры производства. Под руководством М. С. Бакирова химический завод систематически перевыполнял государственный план. Задание восьмой пятилетки было выполнено 17 ноября 1970 года. Объём реализованной заводом продукции в 1970 году возрос в два раза по сравнению с 1965 года, производительность труда повысилась на 74 %.
М. С. Бакиров уделял большое внимание усовершенствованию и реконструкции технологических установок, что позволяло не только за короткий срок осваивать проектные мощности, но и перекрывать их. Так, группа цехов по производству гербицидов перекрыла проектные мощности на 20-30 процентов. Принял активное участие в реконструкции одного из самых отстающих цехов Стерлитамакского химического завода, производившего соляную кислоту.
При непосредственном участии М. С. Бакирова был внедрён ряд крупных технических новшеств. Лично подал 30 рационализаторских предложений, 19 из которых внедрены в производство, с экономическим эффектом 814 тысяч рублей в год. Имел 13 авторских свидетельств на изобретения.
В июле 1972 года назначен директором Усольского химического комбината Иркутской области. В 1976 году переведен в Москву заместителем начальника Всесоюзного объединения хлорной промышленности. В 1979—1986 годах работал начальником Всесоюзного производственного объединения «Союзхимзащита» Министерства по производству минеральных удобрений СССР. Несколько лет работал в городе Галле (нем. Halle), в Германии.
Имеет 13 авторских свидетельств на изобретения.
Жена Людмила Бакирова, двое детей.
Жил в городе Москве. Скончался 30 декабря 2007 года.

## Награды
- Указом Президиума Верховного Совета СССР от 20 апреля 1971 года за выдающиеся успехи в выполнении заданий пятилетнего плана, внедрение передовых методов труда и достижение высоких технических и производственных показателей Бакирову Мираху Самиковичу присвоено звание Героя Социалистического Труда с вручением ордена Ленина и золотой медали «Серп и Молот».
- два ордена Ленина (1965, 1971)
- орден Октябрьской революции (1976)
- медали
- Серебряная медаль ВДНХ СССР.
- заслуженный химик Башкирской АССР (1968).
- Почетный химик СССР (1971).